# Kerry (Vorname)
Kerry ist ein männlicher und weiblicher Vorname irischer Herkunft, der im englischen Sprachraum vorkommt und in seiner ursprünglichen Form Ciarraige zuerst im jetzigen südwest-irischen County Kerry auftrat. Eine Variante des Namens ist Kerri.

## Namensträger

### Form Kerry
männlich
- Kerry Brown (* 1967), britischer Sinologe und Publizist
- Kerry Conran (* 1964), US-amerikanischer Regisseur
- Kerry Dixon (* 1961), englischer Fußballspieler
- Kerry Emanuel (* 1955), US-amerikanischer Professor für Meteorologie
- Kerry Gammill (* 1954), US-amerikanischer Illustrator, Comiczeichner und Filmdesigner
- Kerry Holder (* 1983), barbadischer Fußballnationalspieler
- Kerry King (* 1964), US-amerikanischer Musiker
- Kerry McCoy (* 1974), US-amerikanischer Ringer
- Kerry Strayer (1956–2013), US-amerikanischer Jazzmusiker
- Kerry Thornley (1938–1998), US-amerikanischer Autor
- Kerry Wood (* 1977), US-amerikanischer Baseballspieler

weiblich
- Kerry Armstrong (* 1958), australische Schauspielerin
- Kerry Bishé (* 1984), US-amerikanische Schauspielerin
- Kerry Brauer (* 1959), deutsche Wirtschaftswissenschaftlerin und Hochschullehrerin
- Kerry Condon (* 1983), irische Schauspielerin
- Kerry Ellis (* 1979), englische Musicaldarstellerin
- Kerry Fox (* 1966), neuseeländische Schauspielerin
- Kerry Greenwood (1954–2025), australische Juristin und Schriftstellerin
- Kerry Hudson (* 1980), britische Autorin
- Kerry Ingram (* 1999), britische Schauspielerin
- Kerry Johnson (* 1963), australische Sprinterin
- Kerry Katona (* 1980), britische Sängerin, Schauspielerin, Autorin und Fernsehmoderatorin
- Kerry Kennedy (* 1959), Tochter von Robert und Ethel Kennedy, US-amerikanische Menschenrechtsaktivistin
- Kerry Lang (* 1976), schottische Profi-Triathletin
- Kerry Reid (* 1947), australische Tennisspielerin
- Kerry Sherman (* 1953), US-amerikanische Schauspielerin
- Kerry Washington (* 1977), US-amerikanische Schauspielerin

### Form Kerri
männlich
- Kerri Chandler, US-amerikanischer Musikproduzent

weiblich
- Kerri Green (* 1967), US-amerikanische Filmschauspielerin
- Kerri Kenney-Silver (* 1970), US-amerikanische Schauspielerin und Sängerin
- Kerri Pottharst (* 1965), australische Volleyballspielerin
- Kerri Smith, kanadische Schauspielerin
- Kerri Strug (* 1977), US-amerikanische Turnerin
- Kerri Walsh (* 1978), US-amerikanische Beachvolleyball-Spielerin